# Djégbadji

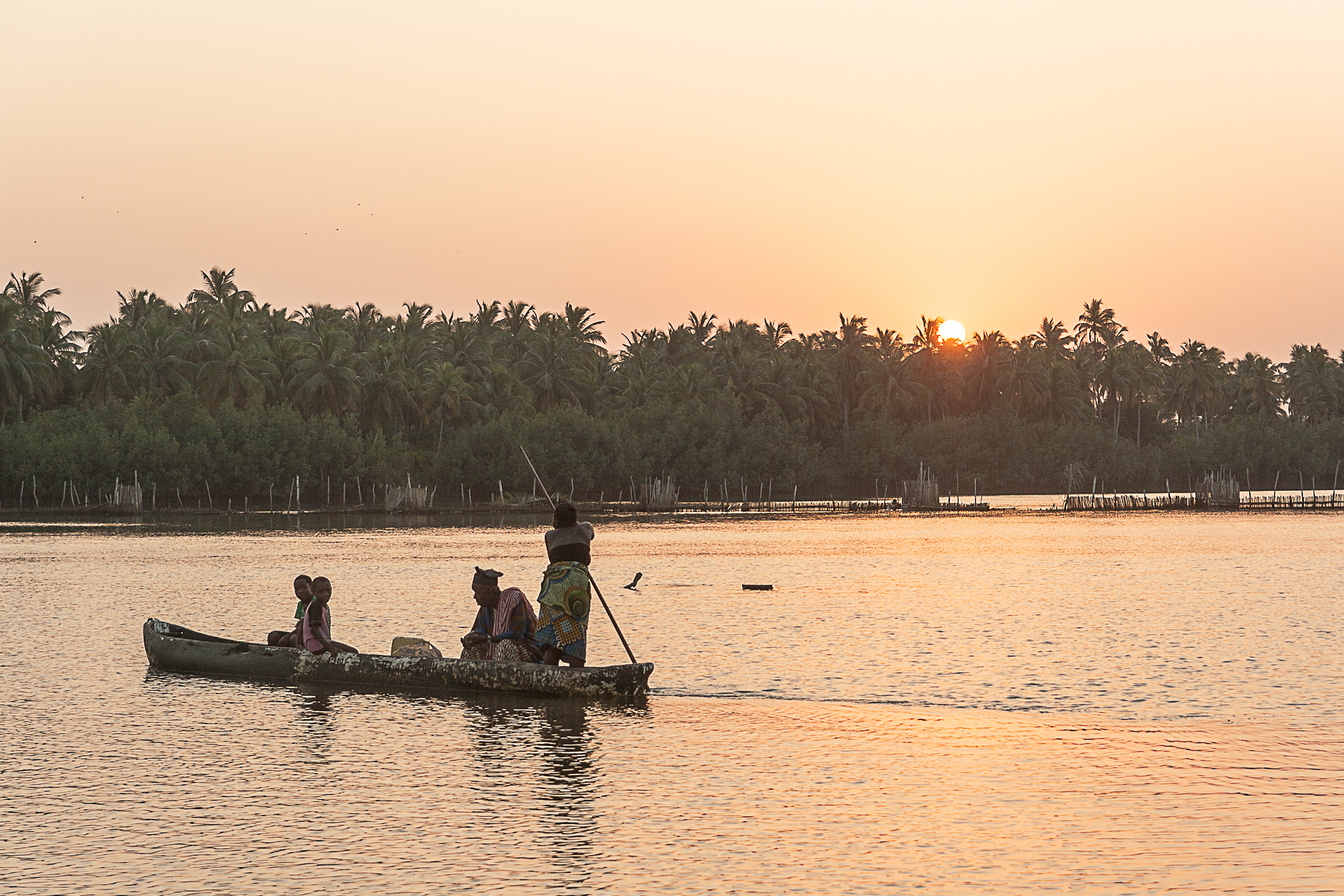
Djégbadji

Djégbadji è un arrondissement del Benin situato nella città di Ouidah (dipartimento dell'Atlantico) con 5.105 abitanti (dato 2006).